# 静脈瘤
静脈瘤（じょうみゃくりゅう、英: varicose vein）とは、静脈の壁の一部が何らかの要因で薄くなり、その血管が膨らむことで発病する循環器病。同様の疾患が動脈に発生した場合は動脈瘤と呼ばれる。

## 下肢静脈瘤
下肢静脈瘤（かしじょうみゃくりゅう、英: varix of the lower extremity）は、下肢の静脈が拡張し血液が滞ることでおきる疾患。
静脈瘤が下肢に起こりやすいのは、心臓から遠い位置にあることや、人が立って生活していることが関係しており、足の静脈の中の血液が心臓に戻るには、重力に逆らって上昇しなければならないため歩くことで「ふくらはぎの筋肉」が収縮して静脈の中の血液を押し上げ（筋ポンプ作用）、途中にある「静脈弁」が下に逆流しないように支えている。筋肉のポンプ作用が落ちたり、弁の機能が悪くなったりすると、静脈内に血液がたまり、静脈の壁にかかる圧力（静脈圧）が高くなり、静脈の壁は強くないため、伸びたり、曲がったり、膨れたりして静脈瘤となる。
腓返り、下肢のだるさなどの自覚症状に加え、色素沈着、潰瘍などの皮膚病変を主症状にすることが多い。
初期の治療法には圧迫法（弾性ストッキング着用など）、マッサージ法の保存的治療法がある。
静脈瘤の形によって、治療法が異なる。クモの巣状静脈瘤（1mm以下の細かい静脈がクモの巣状にみえる）や網目状静脈瘤（2～3mmの静脈が網の目状にみえる）は、硬化療法（高張液を静脈瘤に注射する治療法）などの適応である。
側枝型静脈瘤（孤立性の静脈の拡張・蛇行）の場合は、硬化療法で治療できる場合と、静脈瘤に逆流している元を結紮する、または結紮して硬化療法を行う。
伏在型静脈瘤では、硬化療法単独では再発が多く、高位結紮を行ってから硬化療法を行うが、高位結紮だけでも治療効果のみられる場合が多い。
伏在型を根治的に治療する場合は、静脈抜去術、瘤切除術などがある。
どの治療においても再発や、別の静脈瘤が出てくる場合があるが、不適切な治療では早期（半～1年以内）に再発する。
また、現在ではレーザーやラジオ波による静脈内膜の焼却も行われている。血管内治療は安全で再発の少ない方法だが、極まれ（0.1～0.2％）に肺動脈血栓塞栓症を起こすことがある。静脈を焼灼した断端にできた血栓が深部静脈に伸展することがあり、ほとんどの場合には1か月程度で消失するが、この血栓が心臓、肺へ流れていくと急な呼吸困難に陥り、命にかかわる危険性がある。
なお、下肢静脈瘤の多くは、1次性静脈瘤（ふくれている、または蛇行している静脈そのものに原因のあるもの）であるが、似た症状で2次性静脈瘤（ふくれている、または蛇行している静脈瘤以外に原因のある静脈瘤）があり、これは深部静脈血栓症（かつてエコノミークラス症候群と呼ばれていた）が原因であることもあり、深部静脈が開存していることを確認した上（1次性静脈瘤と確認した上）で、治療しなければならない。

## 食道静脈瘤
食道静脈瘤はしばしば肝硬変に伴いみられる。かつては静脈瘤破裂により死に至ることもあった。現在は、予防的な治療が行われている。
1. 内視鏡的食道静脈瘤結紮法（endoscopic variceal ligation; EVL）
2. 内視鏡的硬化療法（endoscopic injecion sclerotherapy; EIS）
3. 静脈離断術
4. 経頚静脈肝内門脈大循環ステント短絡術 (Transjugular intrahepatic portosystemic shunt; TIPS）

## 胃静脈瘤
食道静脈瘤同様、肝硬変に伴い発症することが多い。予防的治療には内視鏡的治療法やinterventional radiology(IVR)によるものが主流である。
1. 内視鏡的CA/EO併用法[2]
2. バルーン下逆行性経静脈的塞栓術(balloon-occluded retrograde transvenous obliteration; B-RTO)[3]